# اشتودگاه
اُشتَوَدگاه نام دومین روز از پنج روز اندرگاه است که آن را به نام دومین سرود از گاهان پنجگانه زرتشت خوانده‌اند.
این سرود که «اوشتویتی (Ushtavaiti)» نام دارد شامل ۴ سرود؛ از یسن ۴۳ تا ۴۶ می‌باشد.